# Кашино (городской округ Истра)
Кашино — деревня в Ермолинском сельском поселении Истринского района Московской области. Население — 94 человек (2010), в деревне 5 улиц, зарегистрировано 2 садовых товарищества. С Истрой связан автобусным сообщением (автобус № 39).
Расположено на правом берегу реки Даренки у её впадения в Песочную, примерно в 2 км на северо-восток от Истры, высота над уровнем моря 176 метров. Ближайшие населённые пункты: на западе, за Песочной — Рычково в 1,5 км на северо-запад — Ермолино и на востоке, за речкой Дарья — село Дарна.

## Население
| 2002 | 2006 | 2010 |
| ---- | ---- | ---- |
| 90   | ↘60  | ↗94  |